# 布里克斯莱格
布里克斯莱格是奥地利蒂罗尔州库夫施泰因县的一个市镇。总面积9.1平方公里，总人口2830人，人口密度311.0人/平方公里（2005年）。